# Svartsjön (Bräcke socken, Jämtland)
Svartsjön är en sjö i Bräcke kommun i Jämtland och ingår i Ljungans huvudavrinningsområde.